# Rechtsvordering
In de rechtswetenschap is een  rechtsvordering (Latijn: jus agendi; Frans: action en justice) de mogelijkheid om over de gegrondheid van een bepaalde aanspraak een rechterlijke uitspraak te bekomen. Een meer uitgebreide definitie is "de door de wet bepaalde mogelijkheid voor een rechtssubject om een materieelrechtelijke aanspraak ten aanzien van een ander rechtssubject door een rechter te laten beoordelen via een wettelijk bepaalde rechtspleging." Het uitoefenen van de rechtsvordering gebeurt door de vordering in rechte (een processuele eis of verweer).
Een rechtsvordering is nagenoeg altijd verbonden aan een subjectief recht. Zeldzame uitzonderingen zijn natuurlijke verbintenissen zoals een verjaarde schuld of een speelschuld: crediteuren van dergelijke schulden hebben een subjectief recht op betaling, maar geen mogelijkheid om dat in rechte af te dwingen.
Afstand van rechtsvordering wordt in België geregeld door artikel 821 van het Gerechtelijk Wetboek. Het is verregaander dan een afstand van geding, omdat in het laatste geval de mogelijkheid open blijft om in de toekomst de rechter opnieuw te vatten.

## Voetnoten
1. ↑  Henri Motulsky, "Le droit subjectif et l'action en justice" in: Archives de Philosophie du Droit, 1964, p. 223: "la faculté d'obtenir d'un juge une décision sur le fond de la prétention à lui soumise"
2. ↑  Sven Mosselmans, "Tussenvorderingen in het gerechtelijk privaatrecht" in: Rechtskundig Weekblad, 2004-2005, nr. 41, kol. 1601
3. ↑  Kris Wagner, Sancties in het burgerlijk procesrecht, doctoraal proefschrift, KU Leuven, 2006, p. 16
4. ↑  Kris Wagner, Sancties in het burgerlijk procesrecht, doctoraal proefschrift, KU Leuven, 2006, p. 19-20